# Сентмихайи, Анталь
Анталь Сентмихайи (венг. Szentmihályi Antal; род. 13 июня 1939, Дьёр) — венгерский футболист, игравший на позиции вратаря. По завершении игровой карьеры — тренер.
Выступал, в частности, за клубы «Вашаш» и «Уйпешт», а также национальную сборную Венгрии. Олимпийский чемпион 1964 года, бронзовый призёр Олимпийских игр 1960 года, а также бронзовый призёр Чемпионата Европы 1964 года, участник двух Чемпионатов мира.
Восьмикратный чемпион Венгрии. Обладатель Кубка Митропы.

## Клубная карьера
Во взрослом футболе дебютировал в 1958 году выступления за команду клуба «Дьёр», в которой провел один сезон, приняв участие в 21 матче чемпионата.
Своей игрой привлек внимание представителей тренерского штаба клуба «Вашаш», в состав которого присоединился в 1959 году. Сыграл за клуб из Будапешта следующие пять сезонов своей игровой карьеры. Большинство времени, проведенного в составе «Вашаш», был основным голкипером команды. За это время дважды завоевывал титул чемпиона Венгрии, становился обладателем Кубка Митропы.
В 1965 году перешел в клуб «Уйпешт», за который сыграл 9 сезонов. Играя в составе «Уйпешта» также, как правило, выходил на поле в основном составе команды. За это время добавил в перечень своих трофеев ещё шесть титулов чемпиона Венгрии. Завершил профессиональную карьеру футболиста выступлениями за команду «Уйпешт» в 1974 году.

## Выступления за сборную
В 1961 году дебютировал в официальных матчах в составе национальной сборной Венгрии. В течение карьеры в национальной команде, которая длилась на протяжении 9 лет, провел в форме главной команды страны 31 матч.
В составе сборной был участником футбольного турнира на Олимпийских играх 1960 в Риме, на котором команда завоевала бронзовые награды, чемпионата мира 1962 года в Чили, чемпионата Европы 1964 в Испании, на котором команда завоевала бронзовые награды, футбольного турнира на Олимпийских играх 1964 в Токио, получив тогда титул олимпийского чемпиона, чемпионата мира 1966 года в Англии.

## Карьера тренера
Начал тренерскую карьеру вскоре после завершения карьеры игрока, в 1977 году, возглавив тренерский штаб клуба «Секешфехервар».
В 1980 году стал главным тренером команды МТК (Будапешт), тренировал клуб из Будапешта один год.
Впоследствии в течение 1981 — 1982 годов возглавлял тренерский штаб клуба «Видеотон».
Позже возглавлял клубы «Татабанья», БВСК, «Аш-Шабаб», «Эль-Джахра», «Кечкемет», «Аль-Таавун» и «Клуб Валенсия».
Последним местом тренерской работы был клуб «Диошдьёр», главным тренером команды которого Анталь Сентмихайи был в течение 1994 года.

## Титулы и достижения
- Чемпион Венгрии (8):

«Вашаш» : 1960/61, 1961/62
«Уйпешт» : 1969, 1970, 1970/71, 1971/72, 1972/73, 1973/74
- Обладатель Кубка Митропы:

«Вашаш» : 1962